# Orochimaru (Naruto)
Orochimaru (jap. 大蛇丸) – fikcyjna postać występująca w mandze i anime Naruto. Jest jednym z Sanninów. Pragnie poznać wszystkie sekrety świata oraz osiągnąć nieśmiertelność

## Wygląd
Pierwotnie Orochimaru pojawiał się jako białoskóry człowiek z długimi czarnymi włosami. Miał bursztynowe oczy i fioletowe oznaczenia wokół nich, co jest odniesieniem do jego wężowej natury. Mimo iż wielokrotnie zmieniał organy, za każdym razem wracał do pierwotnej formy z wyjątkiem różnic wysokości. Zwykle nosi zwykłą szarą szatę i fioletowy pas grubości liny, związany wieloma węzłami na swoich plecach oraz niebieskie kolczyki.
Po niezliczonej ilości eksperymentów na swoim ciele, jego prawdziwą postacią stał się wielki, biały wąż, który składał się z ogromnej ilości małych węży. Wąż ten miał wyskalowaną twarz: zęby, język, czarne znaczne oko oraz szpiczasty podbródek.

## Charakter
Zawsze chłodny, bezwzględny i zaślepiony wizją nieśmiertelności. Poszukujący siły, zemsty i możliwości wiecznego życia za wszelką cenę. Ciężko doświadczony będąc dzieckiem, staje się on złym do szpiku kości kryminalistą w świecie shinobi. Pewne jest to, że jest on jedną z najbardziej wyrazistych i intrygujących postaci w Naruto, obok której nie można przejść obojętnie. Jest najczystszą personifikacją samego zła, która nie cofnie się przed niczym, by osiągnąć swój cel.

## Umiejętności
Bez wątpienia Orochimaru to jedna z najpotężniejszych postaci w całej serii. Dysponuje wieloma niebezpiecznymi technikami na poziomie Kage. Jedną z takich technik jest Yamata no Jutsu. Jego największą specjalnością jest regeneracja, której działanie można zobaczyć podczas walki sannina z Naruto na Moście Nieba i Ziemi.

## Historia

### Młodość
Od młodości miał wielki talent do ninjutsu. Stał się on ulubieńcem swego mistrza – Hiruzena. Niestety jego psychika stawała się z czasem coraz bardziej skrzywiona. Widać to już podczas retrospekcji Tsunade, gdy powiadamia ją o śmierci jej brata, czy też we wspomnieniach Jiraiyi, gdy na drodze Trzech Sanninów pojawia się Nagato, Yahiko i Konan. Z czasem staje się bardzo utalentowanym i potężnym shinobi znającym wiele technik. Podpisuje on również pakt z wężowym rodem. Podczas wielkiej wojny shinobi i walk jakie za sobą toczyła Konoha i Amegakure – Hanzō, przywódca Wioski Deszczu w uznaniu za waleczność na polu bitwy przyznał trzem, młodym wówczas shinobi (Orochimaru, Tsunade, Jiraiya) tytuł trójki sanninów z Konohy.

### Wygnanie
Gdy doszło do wyboru osoby na stanowisko Czwartego Hokage, nienawiść Orochimaru do swojej wioski (która narodziła się po stracie rodziców) spotęgowała się, gdyż na tę posadę Hiruzen Sarutobi postanawia wybrać młodego ucznia Jirayi – Minato Namikaze, a nie jego. Zaczyna potajemnie prowadzić eksperymenty, wykorzystując do tego shinobi z wioski, próbując stworzyć technikę dającą mu nieśmiertelność. Gdy z wioski zaczynają znikać kolejni ninja, Sarutobi wraz z członkami ANBU wkraczają do kryjówki Orochimaru, który bez ogródek przyznaje się do zbrodni i ucieka, gdyż Trzeci nie potrafi go zatrzymać ze względu na sympatię i sentyment jaki czuł do swego byłego ucznia. Sannin opuszcza wioskę. Zatrzymać próbuje go Jiraiya, jednak i to nie przynosi skutku.

### Orochimaru w Akatsuki
Itachi złapany przez Orochimaru.Orochimaru po zostaniu poszukiwanym ninja rangi S, przyłącza się do Akatsuki, gdzie zostaje sparowany z Sasorim. Tam poznaje dokładnie Itachiego Uchihę i postanawia przejąć jego Sharingana. Itachi okazuje się jednak potężniejszym shinobi, a jego genjutsu bez trudu przewiduje i niweczy intencje wężowego sannina. Ten rozgoryczony swoją bezradnością opuszcza organizację i zaczyna gromadzić swoich popleczników, którzy często są byłymi ninja Konohy, tak jak Anko Mitarashi, która przed ucieczką Orochimaru z wioski zostaje jego uczennicą. Porzuca ją jednak, nadając jej demoniczną pieczęć.

### Późniejsza działalność
Kolejnym zaufanym sługą Orochimaru zostaje początkowy szpieg Sasoriego – Kabuto Yakushi, którego z genjutsu wyzwala sam Orochimaru, czyniąc z niego swą prawą rękę. Orochimaru wyznacza mu rolę szpiega w Konohagakure. Zakłada on wioskę – Otogakure (Wioska Ukryta w Dźwięku) i tworzy również wiele kryjówek na terenie różnych krajów, gdzie dalej prowadzi swe wynaturzone eksperymenty. Jednym z nich jest Jūgo, dzięki któremu Orochimaru udaje się wynaleźć przeklętą pieczęć (wyzwalającą z osoby olbrzymie pokłady czakry, niestety w wypadku odrzucenia przez organizm mogła ona doprowadzić do śmierci). Podczas swych wędrówek Orochimaru przygarnia chłopca – Kimimaro, jedynego ocalałego członka Klanu Kaguya i werbuje go, szkoląc na bezgranicznie oddanego sługę. Po pewnym czasie daje mu przeklętą pieczęć, która później przyczynia się do jego nieodwracalnej choroby. Gdy okazuje się, że Itachi Uchiha jest dla niego zbyt silny, obiera sobie nowy cel – Sasuke Uchihę – aby zdobyć wymarzonego Sharingana.

### Atak na Konohę
Orochimaru jako Shiore.Po wielu latach badań udaje mu się zakończyć technikę transmigracji duszy
Orochimaru zabija Czwartego Kazekage. innego ciała, dzięki czemu Orochimaru może uniknąć śmierci spowodowanej starością. Porzuca on Anko i planuje atak na Konohę, by ją doszczętnie zniszczyć. By tego dokonać sprzymierza się z Sunagakure przed Egzaminami na Chūnina, które mają odbyć się w Konohagakure. Potajemnie wraz ze sługami morduje Kazekage i przyszywa się pod niego na czas trwania finałów. W eliminacjach pieczętuje Sasuke, uszkadza pieczęć Naruto i znika. Podczas finału egzaminów rozpoczyna atak, jego ninja z Otogakure atakują Konohę wraz z ninja Suny. Sam Orochimaru porywa Trzeciego Hokage i na szczycie dachu rozpoczyna z nim walkę. Do pomocy dzięki swej technice przywołania zmarłych w zamian za ciała swych geninów udaje mu się przyzwać I i II Hokage, którzy pozbawieni osobowości walczą z Sarutobim. Ten doprowadzony do ostateczności używa techniki pieczętującej – Shiki Fūjin, przyzywając samego Shinigami (Boga Śmierci). Z braku chakry i podeszłego wieku udaje mu się zapieczętować jedynie ręce swego byłego ucznia oraz dusze I i II Hokage. Przypłaca to swym życiem. Orochimaru niezdolny Orochimaru i jego kobiecy „pojemnik” odtąd do wykonania żadnej techniki ucieka przy pomocy Czwórki Dźwięku. Plan zniszczenia Konohy nie kończy się sukcesem, dodatkowo następstwa techniki Sarutobiego pozbawiają sannina swych technik, powodując przy tym niewyobrażalny ból.

### Po ataku na Konohę
Razem z Kabuto znajdują oni Tsunade, która jako mistrzyni w leczeniu jest w stanie uleczyć jego ręce. W zamian proponuje wskrzeszenie jej ukochanego oraz brata, którzy zginęli podczas wojen ninja. Ta ostatecznie nie zgadza się i dochodzi do walki między nią a Kabuto. Później z pomocą przychodzą jej Naruto Uzumaki, sparaliżowany Jiraiya i Shizune. Po długiej potyczce Orochimaru wraz ze swym sługą zmuszeni są do odwrotu. Wężowy sannin postanawia użyć techniki transmigracji na Sasuke, jednak musi czekać, aż Czwórka Dźwięku go sprowadzi do jego kryjówki. Nawet ostatnie poświęcenie Kimimaro nie przynosi skutku i nie udaje się sprowadzić młodego Uchichy na czas. Gdy limit obecnego ciała Orochimaru jest na wyczerpaniu, Kabuto wybiera dla niego inne ciało przetrzymywanego w jego więzieniu shinobi. Sasuke w końcu przybywa do kryjówki Orochimaru, rozpoczynając pod jego okiem 3-letni trening.

### Most Nieba i Ziemi
Po tym okresie Orochimaru wraz z Kabuto udaje się na most Nieba i Ziemi, przygotowując zasadzkę na Sasoriego. Gdy okazuje się, że zamiast niego na most przybywa Yamato wraz z Naruto, Sakurą i Saiem, chakra Kyūbiego daje o sobie znać i pod wpływem złości Naruto aktywuje cztery ogony, atakując Orochimaru. Sannin po serii spektakularnych uników ucieka razem z Kabuto i Saiem, wykonującym swą tajną misję. Naruto wraz z resztą drużyny podąża za nimi aż do kryjówki, gdzie spotykają Sasuke. Orochimaru, widząc skuteczność, z jaką shinobi Konohy walczą z Akatsuki, nie widzi sensu walki z nimi i znika razem z podopiecznymi.

### Sasuke atakuje Orochimaru
Na skraju odrzucenia przez swoje obecne ciało Orochimaru rozważa, w jaki sposób najlepiej przejąć ciało Sasuke. Również tylko w anime on i Kabuto wspominali wszystkie wydarzenia, które przedstawiały skazę Sasuke i to jak bardzo poprawił się od tego czasu. Zanim zdążył sformułować swój plan, Sasuke atakuje go, decydując, że Orochimaru był osobą niegodną, by posiąść ciało Uchiha i próbuje go zabić Ostrą Włócznią Chidori, ale tylko udaje mu się przebić ramię. Orochimaru następnie ujawnia swoje prawdziwe ciało, czyli dużego, białego węża wykonanego z wielu mniejszych węży, w celu wszczęcia procesu zamiany ciał.

### Sasuke pokonuje Orochimaru
Jednakże Sasuke przecina ogromne wężowe ciało Orochimaru, tylko by zrozumieć, że parująca krew zmienia się w truciznę, po czym Orochimaru udaje się rozpocząć proces zamiany ciał. Jednakże Sasuke zatrzymuje proces, tak jak to zrobił Itachi parę lat wcześniej, ale wykonał krok dalej przez odwrócenie procesu przeciwko Orochimaru, absorbując go w swoje własne ciało. Sasuke zdobywa część umiejętności Orochimaru, ale tym samym musi poświęcić część swojej chakry, by stłumić go.

### Orochimaru przebity przez Miecz Totsuka
Podczas swojej walki z Itachim, Sasuke wyczerpuje się chakra i Orochimaru był w stanie połączyć się z jego popisową Techniką Ośmiu Głów. Jest zdziwiony faktem, że nareszcie ma szansę zdobyć ciało Sasuke, ale zostaje natychmiastowo przebity przez Susanoo Itachiego. Na początku Orochimaru chwalił się, że jego przeciwnik będzie musiał zrobić coś więcej, niż tylko go zabić, ale nagle zaczyna zauważać, że coś jest nie tak, i że został przekłuty przez Miecz Totsuka, którego sam poszukiwał. Orochimaru zostaje wtedy natychmiastowo zapieczętowany przez Susanoo Itachiego, jak również usuwając Przeklętą Pieczęć z Sasuke. Mały, biały wąż uciekł przed Susanoo, ale zostaje później zabity przez czarne płomienie Amaterasu.
W osobnym spotkaniu, Kabuto spotkał się z Naruto, i ujawnił, że połączył z sobą niektóre komórki Orochimaru pozostałe z jego ciała, chcąc prześcignąć swego dawnego pana, ale ten powoli zaczął go przejmować. Teraz Orochimaru stara się posiąść Kabuto, co z kolei spowodowało, że Kabuto zaczął bardziej przypominać Sannina.